# Васильківка (автостанція)
Автостанція «Васильківка» - головна автостанція районного центра Васильківського району. Автостанція входить до ПАТ «Дніпропетровського обласного підприємства автобусних станцій».

## Основні напрямки

### Місцевого формування
- Васильківка — Дніпро
- Васильківка — Просяна
- Васильківка — Великоолександрівка (Васильківський район)
- Васильківка — Правда (Васильківський район)

### Транзитні
- Дніпро — Покровське
- Дніпро — Гуляйполе
- Дніпро — Великомихайлівка (Покровський район)
- Дніпро — Вишневе (Синельниківський район)
- Дніпро — Гаврилівка (Покровський район)
- Кам'янське-1 — Маріуполь
- Павлоград — Покровське
- Павлоград — Бердянськ
- Тернівка — Приморськ